# Zobna zalivka
Zobna zalivka ali plomba je trajno polnilo kavitete na zobu. Zalivka nadomesti manjkajoče zobno tkivo zaradi zobne gnilobe, obrabe ali poškodbe. Poznamo direktne in indirektne zobne zalivke. Direktne zalivke zobozdravnik izdela neposredno v ordinaciji (npr. amalgamska, kompozitna zalivka), indirektne pa izdelajo v zobotehničnem laboratoriju po predhodnem odtisu pripravljene kavitete (ulite zalivke oziroma inleji, onleji in zobne luske).

## Vrste
Poznamo direktne in indirektne zobne zalivke:
- direktne zobne zalivke zobozdravnik dokončno izdela v ordinaciji, tu se odvijejo vse faze od odstranitve prizadetega tkiva, polnjenja, do dokončne obdelave. Glede na obseg odstranjenega obolelega tkiva so lahko eno-, dve- ali večploskovne. Za izdelavo direktnih zalivk se lahko uporabi različen material in tako poznamo amalgamske, kompozitne (bele) in cementne zalivke;
- indirektne zobne zalivke izdelajo zobotehničnem laboratoriju po predhodnem odtisu pripravljene kavitete (votline, nastale v zobu). Zobozdravnik odtisne narejeno kaviteto z odtisno maso, zobotehnik glede na model izdela zalivko in zobozdravnik jo nato zalepi v kaviteto. Indirektne zalivke na stranskih zobeh imenujemo ulite zalivke (inleji) ali onleji. Zobni inlej nadomesti manjšo površino grizne ploskve, zobni onlej pa nadomesti večji del grizne površine zoba. Indirektne zalivke iz estetskih materialov na vidnih površinah zob imenujemo zobne luske, ki so prav tako lahko izdelane iz različnih materialov.

## Materiali
Obstaja veliko število materialov za izdelavo zalivk, najpogostejša pa sta amalgam in kompozit. Amalgam je material, ki se uporablja že več kot 150 let. Je zmes živega srebra (50 %) in drugih kovin (srebro, baker, cink). Njegove prednosti so trdnost, obstojnost in dober stik materiala z zobnimi tkivi. Njegovi slabosti pa sta neestetski videz in predvsem izplavljanje živega srebra v telo. Že dolgo se omenja morebitna škodljivost živega srebra iz amalgamskih zalivk, vendar po zadnjih ugotovitvah za to ni dokazov.